# Rezerwat przyrody Czapliniec w Uroczysku Feliksówka
Czapliniec w Uroczysku Feliksówka – faunistyczny i leśny rezerwat przyrody znajdujący się na terenie gminy Radzyń Podlaski, w powiecie radzyńskim, w województwie lubelskim.
- powierzchnia (dane nadesłane z nadleśnictwa) – 15,67 ha[3]
- rok utworzenia – 1973
- dokument powołujący – Zarządzenie Ministra Leśnictwa i Przemysłu Drzewnego z 23 stycznia 1973 roku w sprawie uznania za rezerwaty przyrody (MP nr 5, poz. 38).
- przedmiot ochrony (według aktu powołującego) – zachowanie kolonii lęgowych czapli siwej.

W latach 1980. czaple przeniosły się do pobliskiego lasu prywatnego i obecnie nie gniazdują na terenie rezerwatu.
W rezerwacie występuje około 170-letni drzewostan sosnowy z gęstym podszytem i bogatym runem.